# Catagonium myurum
Catagonium myurum är en bladmossart som beskrevs av Jules Cardot och Thériot 1930. Catagonium myurum ingår i släktet Catagonium och familjen Hypnaceae. Inga underarter finns listade i Catalogue of Life.